# Cressac-Saint-Genis
Cressac-Saint-Genis è un comune francese di 147 abitanti situato nel dipartimento della Charente, nella regione della Nuova Aquitania.

## Società

### Evoluzione demografica
Abitanti censiti